# Max Rauffer
Max Rauffer (Kolbermoor, 8 maggio 1972) è un ex sciatore alpino tedesco specializzato nelle prove veloci.
Agli inizi della carriera, prima della riunificazione tedesca (1990), gareggiò per la nazionale tedesca occidentale.

## Biografia
Originario di Gmund am Tegernsee, Rauffer debuttò in campo internazionale ai Mondiali juniores di Zinal 1990 e in Coppa del Mondo ottenne il primo piazzamento di rilievo il 29 dicembre 1993 nella discesa libera di Bormio, classificandosi al 49º posto. Nel 1996 esordì ai Campionati mondiali e nella rassegna iridata della Sierra Nevada fu 30º nella discesa libera e 24º nel supergigante. Colse il primo podio in Coppa del Mondo il 4 marzo 2000 nella discesa libera di Lillehammer Kvitfjell (3º) e nella stagione successiva ai Mondiali di Sankt Anton am Arlberg 2001 conquistò il 10º posto nella discesa libera, suo miglior piazzamento iridato in carriera, e il 16º nel supergigante. Ai XIX Giochi olimpici invernali di Salt Lake City 2002, sua unica presenza olimpica, si classificò 34º nella discesa libera e 22° nel supergigante.
Ai Mondiali di Sankt Moritz 2003 non completò né la discesa libera né il supergigante; il 18 dicembre 2004 conquistò la sua unica vittoria in Coppa del Mondo, nonché ultimo podio, nella discesa libera della Saslong in Val Gardena. Ai Mondiali di Bormio/Santa Caterina Valfurva 2005, sua ultima presenza iridata, fu 18º nella discesa libera e non terminò il supergigante; la sua ultima gara in Coppa del Mondo fu la discesa libera di Lenzerheide del 10 marzo 2005, dove fu 21º, e si congedò dalle competizioni partecipando allo slalom gigante dei Campionati tedeschi juniores 2005, il 23 marzo seguente a Berchtesgaden.

## Palmarès

### Coppa del Mondo
- Miglior piazzamento in classifica generale: 50º nel 2005
- 2 podi:
  - 1 vittoria
  - 1 terzo posto

#### Coppa del Mondo - vittorie
| Data             | Località    | Paese  | Specialità |
| ---------------- | ----------- | ------ | ---------- |
| 18 dicembre 2004 | Val Gardena | Italia | DH         |

Legenda:

DH = discesa libera

### Coppa Europa
- 1 podio (dati parziali, dalla stagione 1994-1995):
  - 1 terzo posto

### South American Cup
- 3 podi:
  - 2 vittorie
  - 1 secondo posto

#### South American Cup - vittorie
| Data           | Località              | Paese | Specialità |
| -------------- | --------------------- | ----- | ---------- |
| 24 agosto 1995 | La Parva              | Cile  | DH         |
| 28 agosto 1997 | Valle Nevado/La Parva | Cile  | DH         |

Legenda:

DH = discesa libera

### Campionati tedeschi
- 14 medaglie (dati dalla stagione 1994-1995)[2]:
  - 5 ori (discesa libera nel 1996; discesa libera, supergigante nel 1999; discesa libera nel 2000; discesa libera nel 2002)
  - 5 argenti (discesa libera, supergigante nel 1997; supergigante nel 2000; discesa libera nel 2001; discesa libera nel 2005)
  - 4 bronzi (discesa libera nel 1995; supergigante nel 1996; slalom gigante nel 1999; slalom gigante nel 2001)